# 避稅及逃稅
避稅及逃稅（英語：tax noncompliance，臺灣譯逃漏稅，中國大陸譯稅收不遵從，部份北美華文報章則譯不遵守稅法）泛指一些不利於國家稅收的行為，當中包括避稅和逃稅。
避稅（tax avoidance）是通過合法方式減輕或避免稅賦的手段；逃稅（tax evasion）是通過非法方式減輕或逃脫稅負的手段。節稅（tax mitigation）和稅務籌劃（tax planning）跟避稅意義相同，但較具正面意思。偷税（tax dodge）跟逃稅意義相同，但負面意思更重。一般來講，逃稅是以違法的方式設法逃脫「已經產生」的待付稅款，而避稅是通過合法途徑變構交易來「避免產生」可能的稅負。

## 历史

### 中国
西汉元光六年（前129年），汉武帝下令“初算商车”，对商人所拥有的交通工具征税。元狩四年（前119年），又下诏“初算缗钱”，对商人财产进行征税。对于这一重税，商人大都采取不合作态度，设法瞒报财产。于是在元鼎三年（前114年），汉武帝下令告缗，发动天下平民告发偷税者，奖励额甚至达到偷保税额的一半。史载该次行动遍及天下，“得民财物以亿计，奴婢以千万数”，没收了大量的私有土地，大县数百顷，小县百余顷。中等以上的商人大都因此破产。元封元年（前110年）之后，汉武帝逐渐停止了告缗行动。告缗行动暂时为西汉政府增加了大量的收入，从而加固了中央政府的集权地位。但是也严重地打击了商人势力，阻碍了汉朝商品经济的发展。
1932年，国民政府财政部为缉私征税，成立了武装税警总团，装备现代化武器，1941年该武装编入入缅甸远征军，后改编为新一军。
1951年，中共在大陆开展了一场名为三反五反运动，其中一反，即“反偷税漏税”。中国著名民营运输企业家卢作孚在三反五反运动中自杀身亡。

## 外部連結
- 〈偷税与漏税、节税、避税的区别〉湘西自治州地方税务局